# Puccio Capanna

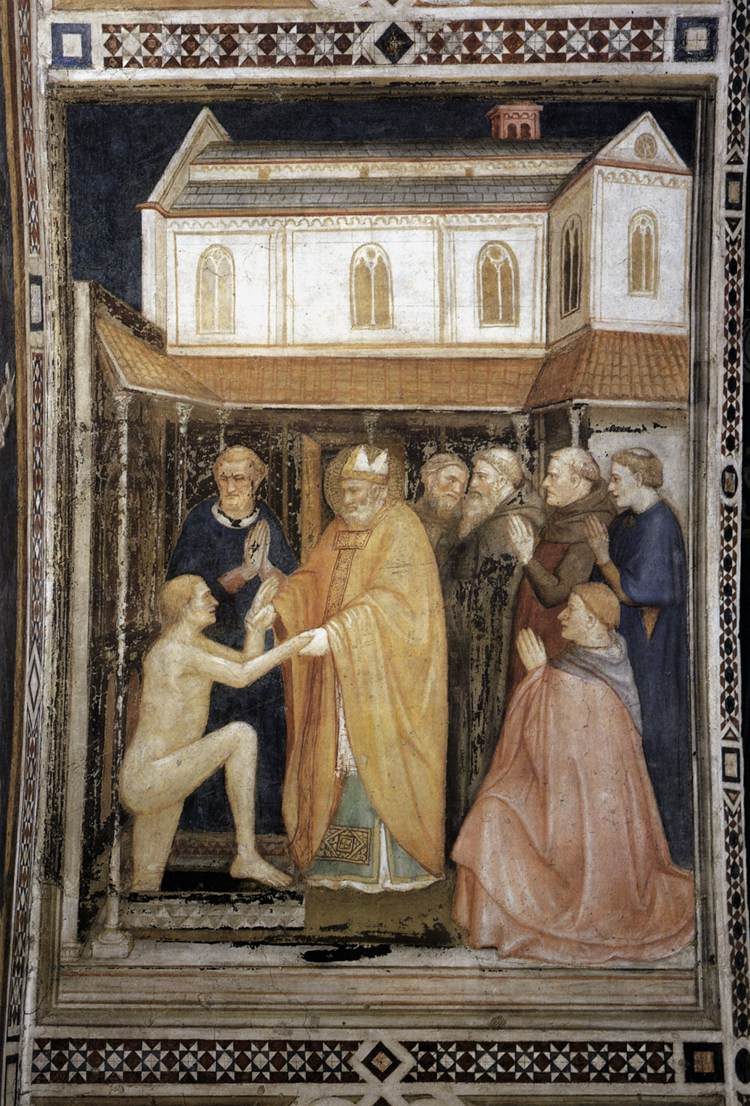
História de Santo Estanislau, 1330

Puccio Capanna foi um pintor italiano da primeira metade do século XIV que morou e trabalhou em Assis e na Umbria, cidade da Itália entre 1341 e 1347. Era chamado de Puccio Campana. 
Capanna era de Florença. Vasari o descreveu como um dos mais importantes alunos de Giotto, que já tinha trabalhado na Basílica de São Francisco de Assis. Também trabalhou em Pistoia. 